# Roberta Gambarini
Roberta Gambarini es una cantante italiana de jazz afincada en Estados Unidos.

## Comienzos
Nacida en Turín, Italia, empezó a tomar lecciones de clarinete a la edad de doce años. Hizo su debut como cantante a la edad de diecisiete años en clubes de jazz de Italia del norte, entonces se trasladó a Milán, donde trabajó en radio y televisión y empezó grabar bajo su nombre en 1986.  En 1998, dos semanas después de llegar a los Estados Unidos con una beca del New England Conservatory of Music, fue premiada con la tercera plaza en el Thelonious Monk Jazz Vocal Internacional Competición.  Dejó Boston para trasladarse a Nueva York para encontrar trabajo en los clubs de jazz.

## Carrera internacional

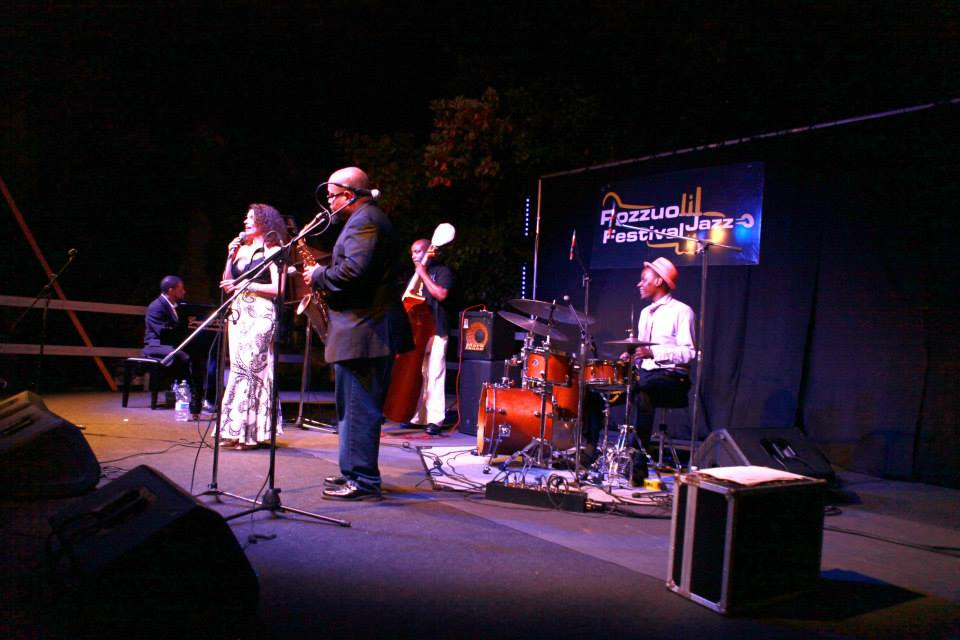
Roberta Gambarini Quintet

Gambarini hizo una gira por los Estados Unidos en 1998, el año de su llegada. Gambarini también ha actuado con muchos artistas de jazz importantes como Herbie Hancock, Christian McBride, y Toots Thielemans, visitando todo el mundo.
En 2004, empieza a hacer giras con la Dizzy Gillespie All Star Big Band, actuando con James Moody, Frank Wess, Jimmy Heath, Paquito de Rivera, Roy Hargrove y otros. Gambarini se convierte en asidua participante de los festivales norteamericanos de jazz y actúa en salas como el Kennedy Center, Lincoln Center o Walt Disney Concert, al lado de grandes figuras del jazz actual, como Michael Brecker, Herbie Hancock, Ron Carter, Hank Jones o Toots Thielemans. En 2006 fue elegida como cantante solista para el estreno mundial de “Cannery Row Suite”, una obra escrita y dirigida por el pianista y compositor Dave Brubeck, presentada en el Festival Internacional de Jazz de Montreal. La crítica especializada, la llena de elogios a la hora de hablar sobre sus cualidades artísticas, comparándola frecuentemente con sus referentes, Ella Fitzgerald, Sarah Vaughan y Carmen McRae.
En 2006 y 2007 gira con su trío propio, así como con el Hank Jones trío.
En 2006 Gambarini canta en el estreno de la pieza de Dave Brubeck encargada para el Monterrey Festival de Jazz, la Cannery Row Suite, con gran éxito. En 2006, Groovin High publicó el álbum de debut americano de Roberta, "Easy to Love," nominado como Mejor Álbum de Jazz en los Grammy de 2007. "Easy to Love" fue un gran éxito que captó la atención de los críticos de jazz. Tomando un álbum de jazz moderno clásico de Dizzy Gillespie ("Sonny Side Up," Verve, 1957), cantó cada uno de los tres solos intrincados de maestros (el trompetista Dizzy Gillespie y los saxofonistas tenor Sonny Stitt y Sonny Rollins) ejecutando cada uno en el registro original (incluyendo las notas más bajas de Rollins y las agudas únicas de Gillespie) con tal orden, exactitud y facilidad de ejecución que el grande del jazz, el nonagenario pianista Hank Jones quiso públicamente proclamarla la "mejor nueva vocalista de jazz aparecida a lo largo de cincuenta años".
En enero de 2007 fue candidata a Mejor Cantante de Jazz en los Premios de Jazz italianos. En junio de 2007 Gambarini actuó dos noches en el Puerto Rico Jazz Festival con James Moody y Roy Hargrove.
En 2008 Gambarini publicó el CD You Are There, una colaboración con Hank Jones al piano. En apoyo de la publicación los dos hicieron apariciones en varios locales.  El álbum fue seguido por otro, So in Love (2009), presentando a Gambarini con un pequeño combo.
En septiembre de 2015 fue publicado el CD Connecting Spirits en que Roberta actúa con Jimmy Heath y su hermano Tootie.

## Discografía

### En solitario
- Apreslude with  Antonio Scarano (Splasc, 1991)
- Easy to Love (Groovin' High, 2006)
- Lush Life (55 Records, 2006)
- You Are There (EmArcy, 2007)
- So in Love (Grooving High, 2009)
- The Shadow of Your Smile (Groovin High, 2013)
- Connecting Spirits: Roberta Gambarini Sings the Jimmy Heath Songbook (Groovin' High, 2015)
- Dedications: Roberta Gambarini Honors Ella, Sarah & Carmen (Groovin' High, 2019)

### Como invitada
- Pratt Brothers Big Band-Introducing Roberta Gambarini (CAP985)

- Jazzt in Time, Guido Manusardi Quartet (Splasc, 1989)
- Sixteen Men and a Chick Singer Swingin, Pratt Brothers Big Band (CAP, 2004)
- Dizzy's Business, Dizzy Gillespie All-Star Band (MCG Jazz, 2006)
- Under Italian Skies, Andrea Donati (Kind of Blue, 2009)
- I'm BeBoppin' Too, Dizzy Gillespie All-Star Band (Half Note, 2009)
- Emergence, Roy Hargrove (EmArcy, 2009)
- Swing '85, Paul Kuhn (In+Out, 2013)
- No Eyes, Emanuele Cisi (Warner Music, 2018)